# Creswell (Oregon)
Creswell – miasto w Stanach Zjednoczonych, w stanie Oregon, w hrabstwie Lane.